# 北首岭遗址
34°23′08.34″N 107°09′14.95″E / 34.3856500°N 107.1541528°E
北首岭遗址位于中国陕西省宝鸡市金台区金陵河西岸的台地上，南距渭河约2公里，为一处地处黄河中游的新石器时代母系氏族公社时期文化遗址，面积约6万平方米，年代为公元前5100—前3790年。该遗址由中国科学院考古研究所、西北大学发掘于1958-1978年，文化堆积分上、中、下三层，下层为新石器时代大地湾文化晚期遗存（后被命名为“北首岭下层遗存”），上、中层为仰韶文化半坡类型遗存。出土文物包括生产工具及狩猎、渔猎和日常生活器具，以陶器为主，代表性的文物为中层出土的网纹船形彩陶壶、水鸟啄鱼纹彩陶壶和陶塑人面像等，目前原址已建设博物馆保护与展示。
- 北首岭遗址，2012年9月
- 博物馆大门
- 以陶塑人面像为原型的雕塑
- 博物馆陈列厅
- 交错三角纹彩陶壶，仰韶文化，1958年北首岭出土
- 鱼鸟纹彩陶壶，仰韶文化，1958年北首岭出土
- 船形彩陶壶，仰韶文化，1958年北首岭出土
- 小口尖底陶瓶，仰韶文化，1958年北首岭出土